# Imiona japońskie

Yamada Tarō (jap. 山田 太郎) – przykładowe imię japońskie, odpowiednik polskiego nazwiska Jan Kowalski.

Imiona japońskie – imiona używane przez mieszkańców Japonii i pochodzące z języka japońskiego. Imiona w założeniu mają wyrażać pożądaną przez rodziców cechę charakteru lub wyglądu dziecka. Można je podzielić na męskie i żeńskie, ale również takie, które nie są przypisane do żadnej z płci. Imiona, tak jak nazwiska japońskie, zazwyczaj zapisywane są za pomocą znaków kanji, ale istnieją również takie, do zapisu których używa się tylko lub również hiragany.

## Nazwisko i imię
Większość Japończyków ma jedno nazwisko i jedno imię, z wyjątkiem japońskiej rodziny cesarskiej, której członkowie nie noszą żadnego nazwiska. Nazwisko określa się nazwą myōji (jap. 苗字 lub 名字), uji (jap. 氏) lub sei (jap. 姓), a imię z kolei namae (jap. 名前) lub shita no namae (jap. 下の名前). Nazwisko poprzedza imię.
Historycznie myōji, uji i sei miały różne znaczenia. Sei było pierwotnie matrylinearnym nazwiskiem. Później stało się przyznawane jedynie przez cesarza. Uji pierwotnie stosowano do określania patrylinearnego pochodzenia, ale później połączyło się z myōji, w tym samym czasie sei straciło matrylinearne znaczenie. Myōji było tym, czego rodzina zdecydowała się użyć jako nazwiska, w przeciwieństwie do sei przydzielanego przez cesarza.
Istnieje kilka nazwisk, których można także użyć jako imion (np.: Mayumi 真弓, Kaneko 金子, Masuko 益子, lub Arata 新). Ponadto dla osób obeznanych z japońskimi imionami, jest to oczywiste, które z nich to imię, a które to nazwisko, bez znaczenia, w jakiej kolejności są one podane. Jednak ze względu na różnorodność wymowy i różnic językowych, niektóre nazwiska i imiona mogą być zbieżne podczas romanizacji: np. Maki (jap. 真紀, 麻紀, lub 真樹) (imię) i Maki (jap. 槇, 牧, 巻, lub 薪) (nazwisko).

## Znaki
Japońskie imiona są zazwyczaj pisane znakami kanji, chociaż do zapisu niektórych imion używa się hiragany, katakany, czy nawet połączenia znaków kanji i kana. Podczas gdy „tradycyjne” imiona odczytuje się sposobem kun’yomi (wymowa japońska), wiele imion i nazwisk czyta się sposobem on’yomi (wymowa zapożyczona z chińskiego). Większość nazwisk składa się z jednego, dwóch lub trzech znaków kanji. Istnieje również niewielka liczba nazwisk zbudowanych z czterech lub pięciu znaków kanji, np.: Teshigawara (jap. 勅使河原), Kutaragi (jap. 久多良木) czy Kadenokōji (jap. 勘解由小路), ale są to bardzo rzadkie przypadki. Dźwięk no, czyli „z”, i odpowiadający mu znak hiragana の, jest często zawarty w nazwiskach/imionach, ale nie jest pisany jako odrębny znak, jak w popularnym nazwisku 井上 (i-no-ue), lub w nazwiskach postaci historycznych, takich jak Ki no Tsurayuki.
Męskie imiona często zawierają znaki hiro („szeroki”, „rozległy”), ki („drzewo”, „stojący”)
oraz ta („duży”, „gruby”). Czterosylabowe imiona nie należą do rzadkości, są szczególnie noszone przez najstarszych synów. Z kolei żeńskie imiona często kończą się sylabą ko zapisaną znakiem kanji znaczącym dziecko (jap. 子), lub mi zapisaną znakiem kanji znaczącym piękno (jap. 美).
Wiele nazwisk w Japonii kończy się sylabą „-tō”. Znakiem kanji, który służy do zapisania tej sylaby jest 藤, co oznacza glicynia (kanji może być również odczytane jako „-dō”). Wielu Japończyków ma nazwiska, które zawierają ten znak kanji jako drugi znak. Jest tak dlatego, że ród Fujiwara (jap. 藤原 家 Fujiwara uji) nadawał swoim samurajom nazwiska (myōji) kończące się pierwszym znakiem nazwy rodu, aby określić ich status w czasach, gdy zwykli ludzie nie mogli posiadać nazwisk. Przykładem tego są nazwiska Atō, Andō, Itō (choć wykorzystanie innego kanji końcowego jest również częste), Udō, Etō, Endō, Gotō, Jitō, Katō, Kitō, Kudō, Kondō, Saitō, Satō, Shindō, Sudō, Naitō, Bitō oraz Mutō. Japońskie nazwiska zazwyczaj zawierają znaki odnoszące się do miejsc i obiektów geograficznych.

### Przepisy prawne
Imiona zapisane za pomocą znaków kanji w Japonii są regulowane przez japońskie Ministerstwo Sprawiedliwości przepisami dotyczącymi użycia kanji w imionach. W styczniu 2015 roku dopuszczonych do używania w imionach osobowych zostało tylko 843 jinmeiyō kanji oraz 2136 jōyō kanji-hyō (pl. „powszechnie stosowanych znaków”). Ma to na celu zapewnienie, że imiona mogą być łatwo zapisywane i odczytywane przez osoby piśmienne w języku japońskim. Przepisy regulują również nazwy uznawane za niewłaściwe – na przykład w 1993 roku dwojgu rodzicom, którzy próbowali nazwać swoje dziecko Akuma (jap. 悪魔) (co dosłownie oznacza „diabeł”), zostało to zabronione po ogromnym publicznym oburzeniu.
Chociaż istnieją przepisy dotyczące nadawania imion dzieciom, można jeszcze znaleźć wiele archaicznych znaków w imionach osób dorosłych, szczególnie tych urodzonych przed II wojną światową. Ponieważ ograniczenia prawne dotyczące wykorzystywania takich kanji powodują niedogodności osobom z takimi nazwiskami i sprzyjają szybkiemu wzrostowi liczby identycznych imion, wiele ostatnich zmian zostało dokonanych w celu zwiększenia, a nie zmniejszenia liczby kanji dozwolonych do stosowania w imionach. Sąd Najwyższy w Sapporo uznał, że niezgodne z prawem było odmówienie rejestracji imienia dziecka przez rząd, ponieważ zawierało ono znak kanji stosunkowo powszechnie używany, ale nie ujęty w oficjalnym wykazie znaków opracowanym przez Ministerstwo Sprawiedliwości. W konsekwencji tego rząd japoński ogłosił plany zwiększenia liczby kanji „dozwolonych” w imionach.